# Burgstall Löwendorf
Der Burgstall Löwendorf ist eine abgegangene Höhenburg in der Gemarkung Grafenkirchen bei der Gemeinde Pemfling im Oberpfälzer Landkreis Cham in Bayern.

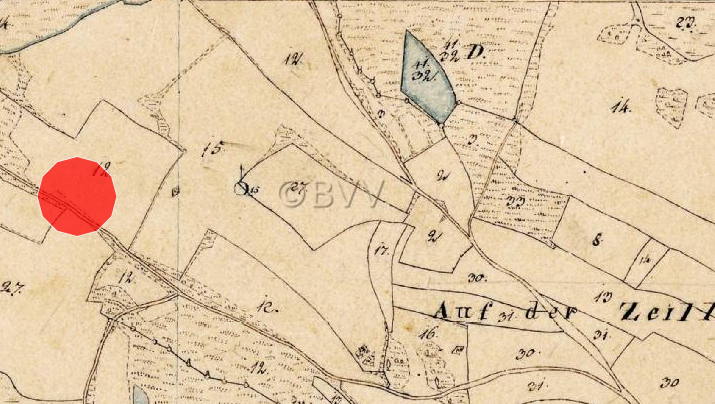
Burgstall Löwendorf

## Geographische Lage
Die genaue Lage der ehemaligen Burganlage ist nicht gesichert. Entweder befand sich die Burg an der Stelle des Hochbehälters auf einer offenen Kuppe oberhalb des Ortes, wo 1930 noch ein Brunnenschacht erkennbar gewesen sein soll, oder 150 m westlich auf einer 660 m hohen Felskuppe etwa 130 m über dem Mühlbachtal. Beide Standorte zeigen keine eindeutigen Spuren. Über das Aussehen der Burg ist nichts bekannt, als Nachfolgebau wird ein Gutshaus angenommen.

## Geschichte
Der Ort Löwendorf wird 1345 erstmals erwähnt, doch erst 1448 tritt hier ein ritterbürtiges Geschlecht auf. Die Gründung der Burg ist ungeklärt, aber auf eine existierende Burganlage weist 1448 die mehrfache Nennung eines Conrad eytenharter...zu dem lebenstein hin, dessen in der Region einflussreiche Familie möglicherweise die Burg erbaut hatte. Jörg Eyttenharter nennt sich aber 1474 wieder „zu Lebendorf,“ was darauf schließen lässt, dass die Burg nur kurze Zeit bestand oder nie fertig gebaut wurde. In den Landtafeln tritt Löwendorf erst 1636 als Hofmark auf. Als Inhaber ist Hans Georg von Marolding angegeben, wobei vermerkt ist, die Hofmark müsse seit mehreren Jahren vom Gericht verwaltet werden, da der Maroldinger sich nicht zur katholischen Religion bekenne. Unter der Familie von Paur ist Löwendorf mit Waffenbrunn zu einer Personalunion verbunden worden und teilte mit Waffenbrunn das weitere Schicksal. 